# Италиански поход на Суворов
Италианският поход е серия от бойни действия на комбинираната руско-австрийска армия, оглавена от генерал-фелдмаршал  Александър Василиевич Суворов, в северната част на Италия през април-август 1799 г. Походът е част от войната на Втората антифренска коалиция.

## Предистория
През 1798 г. Русия влиза във Втората антифренска коалиция (Великобритания, Австрия, Турция, Кралство на двете Сицилии). Създадена е обединена руско-австрийска армия, която да извърши поход в Северна Италия, окупирана от войските на Френската  Директория. Първоначално армията трябвало да бъде оглавявана от ерцхерцог Йосиф. По настояване на Англия обаче Австрия се обръща с молба към Павел I да назначи за командващ Суворов. Извиканият от заточение пълководец пристига във Виена на 25 март и получава от император Франц I званието австрийски фелдмаршал. На 15 април пълководецът пристига при руските войски във Верона, а на следващия ден заедно с войските си е във Валеджио.

## Ход на военните действия
Още на 19 април под командването на Суворов започва придвижването на съюзните войски (около 80 хиляди души) от Валеджо към река Ада. Преди похода той излиза с обръщение към италианския народ.
Първото стълкновение на суворовските войски с французите на италианска територия е на 22 април при превземането на града-крепост Бреша. Превземането на Бреша дава възможност да се започне блокадата на вражеските крепости Мантуа и Пескиера (за което Суворов отделя 20 хил. души), а основната част от войските да настъпи към Милано. На 26 април е превзет град Леко и на 27 април започва основното сражение при река Ада: руските войски преминават през реката и разгромяват френските сили, командвани от известния пълководец Жан Моро. Французите губят около 3 хил. убити и около 2 хиляди пленени. Заключителен етап от сраженията при река Ада става сражението при Вердерио, при което дивизията на генерал Серюрие се предава.
Френската армия отстъпва и на 28 април съюзните войски навлизат в Милано. На 1 май настъпват към река По. При този поход са превзети крепостите Пескиера, Тортона, Пицигетоне, и във всяка от тях Суворов оставя гарнизон от австрийци, поради което армията му постепенно намалява.
В началото на май Суворов започва да се придвижва към Торино. На 16 май френският отряд на генерал Моро напада австрийските дивизии близо до Маренго, но с помощта на отряда на Багратион е отхвърлен. Френските войски са принудени да отстъпят, оставяйки без бой крепостите Казале и Валенца и откривайки пътя към Торино. Самият град Торино е превзет на 26 май без бой благодарение на подкрепата на местните жители и на Пиемонтската национална гвардия. Така на практика цяла Северна Италия е в ръцете на антифренската коалиция.
Междувременно в средата на май във Флоренция пристига армията на генерал Жак Макдоналд и започва поход към Генуа, за да се съединени с Моро. На 17 юни при река Требия започва сражение между руско-австрийските войски на Суворов и френската армия на Макдоналд. Сражението продължава три денонощия и завършва с поражение за французите, които губят половината си армия (пленени или убити).
През юли 1799 г. падат крепостите Алесандрия и Мантуа. За превземането им Суворов е въздигнат в княжеско достойнство и става княз на Италия, а сардинският крал Фердинанд IV Неаполитански го издига в ранг гранд на Кралство на двете Сицилии с потомствена титла на принц и братовчед на краля. Междувременно новият главнокомандващ френските войски в Италия генерал Жубер обединява всички френски отряди и настъпва към Пиемонт. На 14 август французите заемат Нови Лигуре. Към Нови се приближава и съюзническата армия и на 15 август започва битката при Нови. По време на 18-часовото сражение френската италианска армия е напълно разгромена, а загубите ѝ възлизат на 7 хил. души (включително командващия Жубер), 4.5 хил. пленени, 5 хил. ранени и 4 хил. дезертирали. Сражение при Нови се оказва последното голямо сражение в хода на Италианския поход. След него император Павел I заповядва на Суворов да се оказват такива почести, каквито дотогава са били оказвани само на императора.